# S1 (成人影片製造商)
S1（日语：エスワン），是日本的成人视频制造商。全名是S1 No. 1 Style（エスワン　ナンバーワンスタイル）。隸屬於北都集團，旗下女優以人氣女優與美形女優著稱。在2004年11月11日加入AV業界。地點在石川縣加賀市美岬町1-1 AVC活動中心，最早的女優有蒼井空、小倉愛莉絲、小川流果。由於S1公司財力雄厚，旗下擁有大量優質女優。

## 主要系列

### S1
- 交わる体液、濃密セックス
- 新人NO.1STYLE
- 犯された●●シリーズ
- 風俗嬢シリーズ
- イカセシリーズ
- 乱交シリーズ
- ピストンシリーズ
- 潮吹きシリーズ
- おっぱいシリーズ
- 女捜査官シリーズ
- 巨根シリーズ
- 超高級風俗嬢
- 完全緊縛された●●
- 完全固定シリーズ

### True Real Love (暫停)
- ドキドキ初体験セックス
- ○○アイドル
- 制服ロマンス
- 萌え萌えコスプレ7
- ○○のヒミツの性感スイッチ

### S1 DASH
2012年6月推出的數位配送專門品牌。DMM.R18優先壟斷配送，不久過後也釋出了完整版。總結有以下AV女優演出。
春菜華、瑠川里菜、倉多真央、堀咲莉娅、香西咲、上原保奈美、吉澤明步、君野歩美

## 合約女優
符號意義
| ☆ | AV出道                       |
| ★ | 銷售出道                     |
| ◆ | 從MUTEKI移籍                 |
| ◎ | 「True Real Love」出道及發表 |

### 現在專屬女優
| 姓名 | 姓名       | 出生           | 加入S1時間     | 備註 |
| ---- | ---------- | -------------- | -------------- | --- |
| ☆    | 夢乃愛華   | 1994年8月26日  | 2013年5月7日   | |
|      | 奥田咲     | 1992年6月15日  | 2013年8月19日  | 曾是Alice Japan專屬女優。 |
| ☆    | 安齋拉拉   | 1994年3月11日  | 2013年9月7日   | 2013年9月以宇都宮しをん名義出道，2015年以RION名義回歸AV。2018年8月無預警引退。2019年以安齋拉拉名義再度於S1出道，第三度回歸AV事業。 |
|      | 小島南     | 1992年12月14日 | 2014年3月19日  | 從Alice Japan移籍。 |
|      | 葵司       | 1990年8月14日  | 2015年6月19日  | 從Alice Japan移籍。 |
| ◆    | 羽咲美晴   | 1992年3月3日   | 2016年6月7日   | 前偶像身分。2022年7月9日，在個人Twitter上宣布惠比壽麝香葡萄將在8月13日解散，同時退出AV界                                           |
| ◆    | 三上悠亜   | 1993年8月16日  | 2016年11月19日 | 前偶像團體成員。2023年8月16日AV引退,曾與黃明志製作不小心的MV                                                                       |
| ☆    | 架乃由羅   | 1998年12月28日 | 2017年11月19日 | |
| ☆    | 河北彩花   | 1999年4月24日  | 2018年4月19日  | 2018年9月引退，2021年7月回歸。 |
| ☆    | miru       | 1999年11月29日 | 2018年8月19日  | 原藝名坂道美琉，於2021年5月更改。                                                                                                  |
| ☆    | 夕美紫苑   | 1999年4月7日   | 2018年10月7日  | |
| ☆    | 星宮一花   | 1998年6月28日  | 2018年10月19日 | |
| ☆    | 伊賀真子   | 1997年11月11日 | 2019年3月19日  | |
| ☆    | 鷲尾芽衣   | 1997年10月20日 | 2019年4月7日   | 原藝名筧純，於2020年3月更改。 |
| ☆    | 日向真凜   | 1997年7月7日   | 2019年7月19日  | |
| ☆    | 槙泉奈     | 2001年1月27日  | 2020年3月19日  | |
| ☆    | 乙白沙也加 | 2001年2月3日   | 2020年5月19日  | |
| ☆    | 天音真比奈 | 1999年7月16日  | 2020年6月19日  | |
| ☆    | 三宮椿     | 1998年5月4日   | 2020年8月7日   | |
| ☆    | 七森莉莉   | 1995年6月8日   | 2020年8月19日  | |
| ☆    | 有栖花緋   | 1998年2月17日  | 2020年10月7日  | |
| ☆    | 潮美舞     | 1999年7月14日  | 2020年10月19日 | |
| ☆    | 山崎水愛   | 2000年1月3日   | 2020年11月19日 | |
| ☆    | 藤田梢     | 2001年5月20日  | 2021年3月7日   | |
| ☆    | 早野詩     | 2000年9月7日   | 2021年3月19日  | |
| ◆    | 安位薰     | 1999年12月1日  | 2021年4月7日   | 前偶像身分。 |
| ☆    | 小宵虎南   | 1999年4月2日   | 2021年5月12日  | 2025年2月1日AV引退 |
| ☆    | 広瀨蓮     | 出生年月日不明 | 2021年6月7日   | |
| ☆    | 香水純     | 2001年3月30日  | 2021年7月2日   | |
| ☆    | 和知昴     | 2002年1月5日   | 2021年8月7日   | |
| ☆    | 楓富愛     | 2001年4月20日  | 2021年8月19日  | |
| ☆    | 小倉七海   | 2002年6月22日  | 2021年9月14日  | |
| ☆    | 白坂みあん | 出生年月日不明 | 2021年10月12日 | |
| ☆    | 香澄りこ   | 出生年月日不明 | 2021年10月26日 | |
| ☆    | 山手梨愛   | 2000年2月23日  | 2021年11月23日 | |
| ☆    | 前田美波   | 2001年12月15日 | 2022年10月11日 | |

## 外部連結
- 官方网站
- S1的X（前Twitter）
- S1的Instagram帳戶
- YouTube上的s1no1style02頻道
- S1 DASH
- S1公關【KORIN】的X（前Twitter）
- 現場KORIN TV【S1公關】（页面存档备份，存于） - niconico媒體